# Hogesnelheidslijn Montpellier - Perpignan

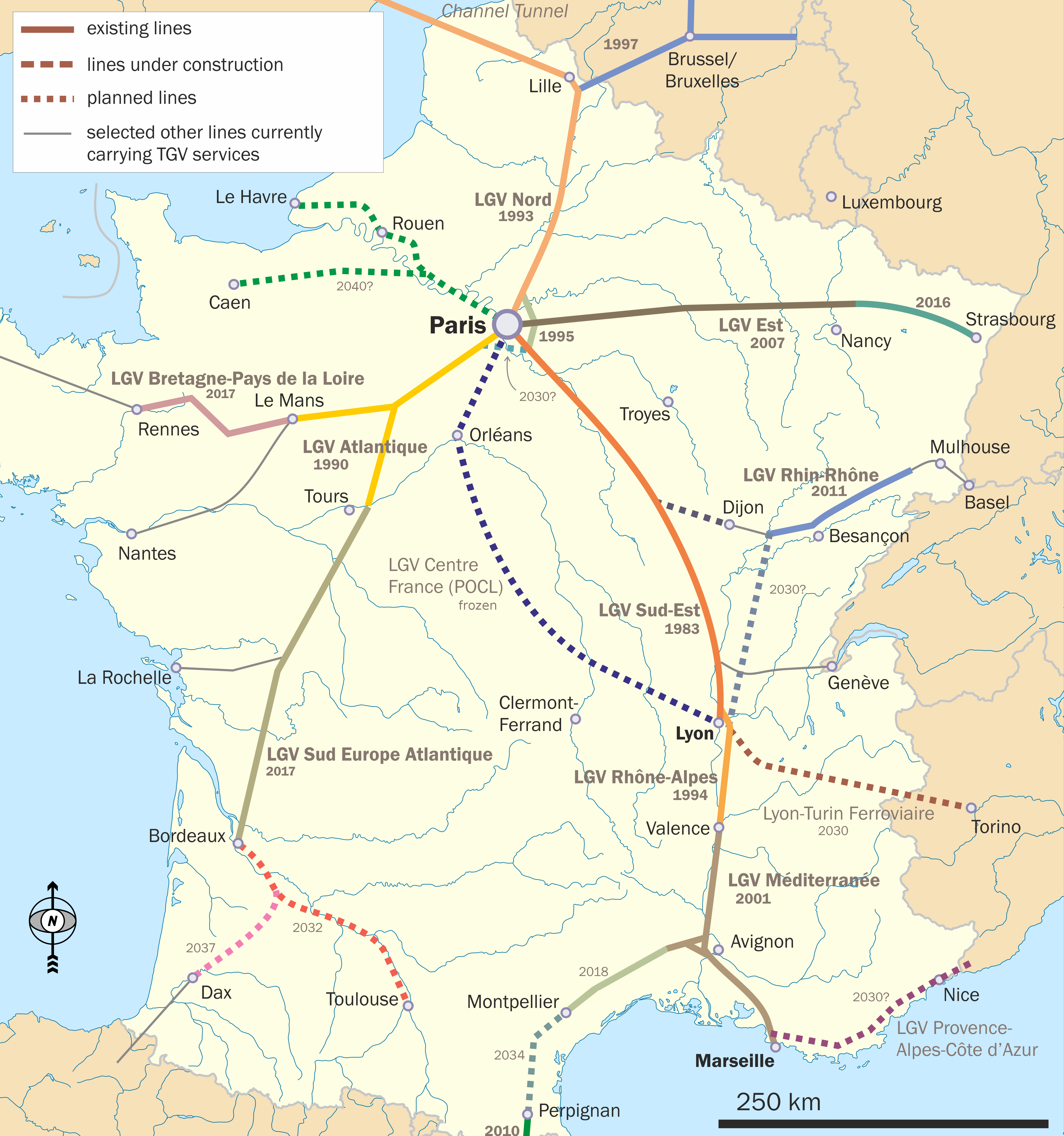
Het Franse TGV netwerk, met de beoogde verbinding Montpellier-Perpignan in het zuiden

De LGV Montpellier-Perpignan is een voorgestelde hogesnelheidslijn tussen de Franse steden Montpellier en Perpignan, waar ze zou aansluiten op bestaande HST-infrastructuur. Deze 150 km is het laatste ontbrekende stuk LGV tussen Parijs en Madrid. Als onderdeel van het project zouden twee nieuwe stations worden gebouwd in Béziers en Narbonne. De stukken Montpellier - Béziers en Rivesaltes - Toulouges zullen worden gebouwd voor zowel passagiers- als vrachtvervoer, terwijl het stuk Béziers-Toulouges alleen voorzien is op passagiersvervoer.

## Traject
De nieuwe lijn takt af van het bestaande net niet ver van Maurin, en loopt verder richting Béziers. Op het kruispunt tussen de A9 en de A75 is een overstapstation gepland. De lijn zal niet door het centrum van Narbonne lopen, hoewel er wel een station gepland staat in het westen van de stad. Het plan is om de lijn boven de bestaande te bouwen, zodat een overstap mogelijk blijft richting Carcassonne. Een extra link is gepland om verkeer richting Carcassonne mogelijk te maken zonder het stadscentrum te doorkruisen. 
De lijn is verdeeld in twee fases:
- fase 1: Montpellier - Béziers: ook geschikt voor goederentreinen tot de aftakking naar Béziers, goed voor 52,3 km nieuw spoor.
- fase 2: Béziers - Perpignan / aansluiting Spanje. Er zal een nieuw station gebouwd worden ten westen van Béziers (voorbij de aansluiting naar de klassieke spoorlijn) en bij Narbonne (op de kruising met de klassieke spoorlijn naar Toulouse). Er komen diverse aansluitingen van/naar de klassieke spoorlijn.[3][4]

## Voortgang
Het beoogde doel was om tegen 2030 de reistijd Parijs - Madrid naar zes uur te brengen. Dit lijkt door de aangepaste financiering van het project onmogelijk. Op het volledige traject is, door de relatief lange reistijd, de trein niet zo concurrerend met het vliegtuig, maar wel op verscheidene tussenroutes, zoals Parijs - Barcelona of Lyon - Madrid.
In februari 2016 werden de voorlopige hogesnelheidsroutes en stationslocaties goedgekeurd door het Franse ministerie van Transport. In het najaar van 2018 werd een tijdsduiding aangekondigd: voor het gedeelte Montpellier-Béziers wordt 2030 aangehouden als openingsdatum, en voor het gedeelte Béziers-Perpignan is de opening pas voorzien in 2040.